# Melissodes comptoides
Melissodes comptoides là một loài Hymenoptera trong họ Apidae. Loài này được Robertson mô tả khoa học năm 1898.